# Manuel Quintero Villarreal
Manuel Quintero Villarreal (Pesé, 17 de noviembre de 1860 - Ciudad de Panamá, 22 de febrero de 1954) fue un militar y político panameño, participante activo durante la guerra de los Mil Días y la guerra de Coto.

## Biografía

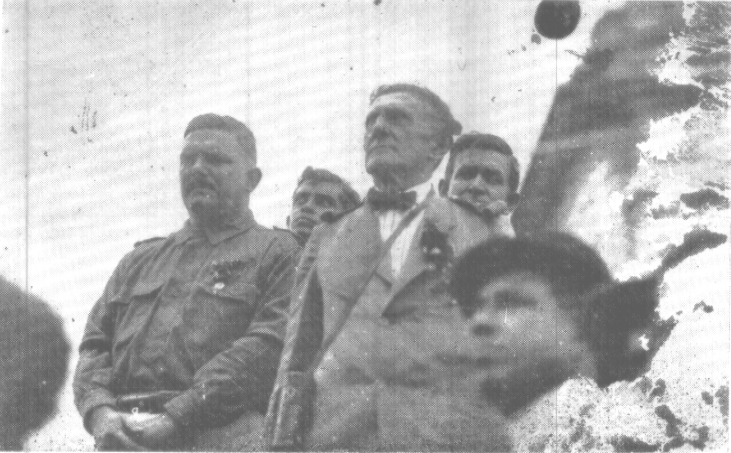
Manuel Quintero Villarreal (al centro) en los festejos luego de la guerra de Coto.

De joven se mudó a la ciudad de David, donde ejerció varios cargos públicos como secretario del Concejo Municipal, juez municipal, alcalde del distrito de David y juez de circuito. Durante la guerra de los Mil Días (1899-1902) formó parte de la facción liberal y fungió como  Jefe Civil y Militar de la provincia de Chiriquí. En 1902 fue nombrado Secretario de Marina.
Luego de la separación de Panamá de Colombia en 1903, ocupó varios cargos públicos en los gobiernos liberales, entre ellos como Secretario de Fomento. En 1921 se desempeñaba como Secretario de Fomento y Obras Públicas. Con el estallido de la guerra de Coto, el presidente Belisario Porras lo nombra jefe del ejército --conformado por policías y voluntarios- y tuvo como misión repeler las fuerzas de Costa Rica. Una vez concluida la contienda, fue nombrado "Héroe de Coto".
En 1924 fue candidato presidencial de la facción porrista del liberalismo contra Rodolfo Chiari, siendo derrotado.